# Podul de pe râul Kwai (film)
Podul de pe râul Kwai  (titlu original: The Bridge on the River Kwai) este un film american și britanic de război din 1957 regizat de David Lean. Rolurile principale au fost interpretate de actorii William Holden și Alec Guinness. A avut opt nominalizări la premiile Oscar și a câștigat șapte: Premiul Oscar pentru cel mai bun regizor, cel mai bun film, cel mai bun actor, cel mai bun scenariu adaptat, cea mai bună imagine, cel mai bun montaj și cea mai bună coloană sonoră. Este bazat pe un roman francez omonim din 1952 scris de Pierre Boulle. Filmul este o lucrare de ficțiune care împrumută construcția căii ferate Thailanda - Burma (denumită și calea ferată a morții) din perioada 1942-1943 ca fundal istoric al acțiunii. A fost filmat în Ceylon (acum cunoscut sub numele de Sri Lanka). Podul din film era situat în apropiere de Kitulgala.

## Prezentare

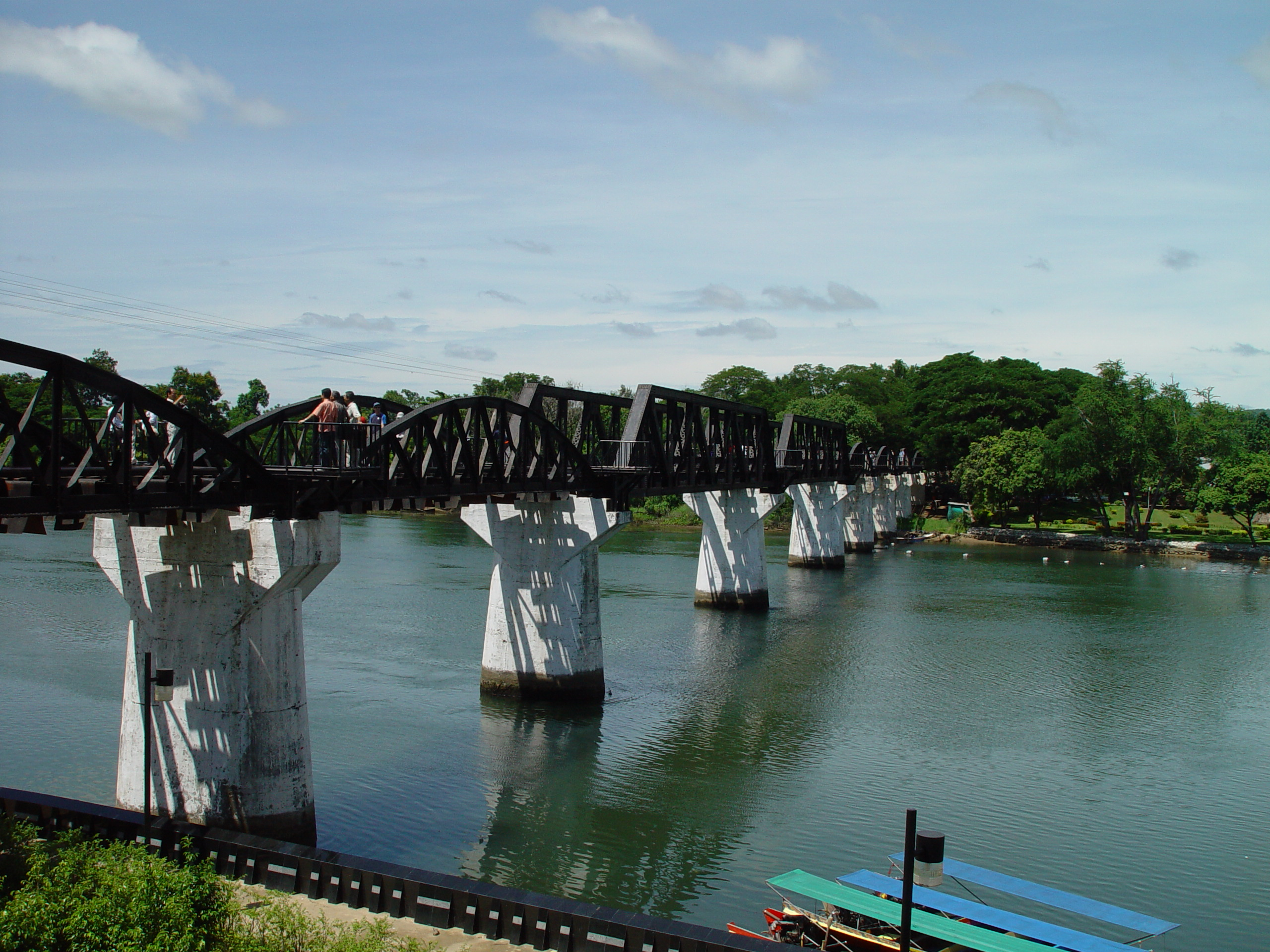
Podul de pe râul Kwai la Kanchanaburi.

Colonelul Saito comandă lagărul japonez de prizonieri de război în Birmania, în timpul expansiunii Imperiului Japonez, în Extremul Orient, în timpul celui de-al Doilea Război Mondial. El primește în acest lagăr, pierdut în mijlocul junglei, un nou grup de prizonieri britanici, comandați de colonelul Nicholson. Trebuie construit un pod făcând parte din „Calea ferată a morții” și trecând peste râul Kwai, cu un termen imperativ: un tren de importanță strategică trebuie să treacă peste pod. Colonelul Saito decide să-i pună la muncă pe prizonieri cerându-i colonelului Nicholson ca și ofițerii să fie puși la muncă. Nicholson refuză acest din urmă punct, neconform cu Convenția de la Geneva din 1929 privitoare la tratamentul prizonierilor de război. Saito îl bruschează grav pe Nicholson testându-i rezistența fizică, în speranța că va putea să-l facă se renunțe.

## Distribuție
- William Holden - Shears (Locotenent Comandor/matelot, clasa a 2-a/Maior)
- Alec Guinness -  Locotenent-colonel Nicholson
- Jack Hawkins - Maior Warden
- Sessue Hayakawa -  Colonel Saito
- James Donald - Maior Clipton
- Geoffrey Horne - Locotenent  Joyce
- André Morell -  Colonel Green
- Peter Williams - Căpitanul Reeves
- John Boxer - Maior Hughes
- Percy Herbert - soldat Grogan
- Harold Goodwin - soldat Baker

## Primire
Într-un sondaj din 1999 al Institutului Britanic de Film (British Film Institute - BFI) filmul a fost desemnat ca fiind al 11-lea cel mai bun dintr-o listă de 100 filme britanice.